# 東平山駅
東平山駅（ひがしへいざんえき）とは、中華人民共和国黒竜江省ハルビン市阿城区に位置する浜綏線の駅。

## 歴史
- 1903年　開業。

## 隣の駅
中華人民共和国鉄道部
浜綏線
平山駅 - 東平山駅 - 帽児山駅
座標: 北緯45度17分40秒 東経127度27分23秒 / 北緯45.294459度 東経127.456297度